# زونا گیل
 زونا گیل (انگلیسی: Zona Gale؛ ۲۶ اوت ۱۸۷۴ – ۲۷ دسامبر ۱۹۳۸) یک نویسنده اهل ایالات متحده آمریکا بود.